# Ban Pong Nuea
Ban Pong Nuea (Thai: บ้านโป่งเหนือ) is een plaats in de tambon Pong Ngam in de provincie Chiang Rai. De plaats heeft een oppervlakte van 2 km² en telde in 2009 in totaal 672 inwoners, waarvan 322 mannen en 350 vrouwen. Ban Pong Nuea telde destijds 204 huishoudens.
In de plaats bevindt zich een kleuterschool en een basisschool. Op de basisschool zitten 284 leerlingen en acht docenten en op de kleuterschool zitten 36 leerlingen en vier docenten.